# Вепш
Вепш (на полски: Wieprz) е река в Източна Полша (Люблинско войводство), десен приток на Висла. Дължина 303 km, площ на водосборния басейн 10 415 km².

## Географска характеристика
Река Вепш води началото си на 271 m н.в., от източния склон на възвишението Разточе, при село Вепшов Ординаски, Томашовски окръг на Люблинско войводство. В горното си течение пресича в северозападно направление Люблинското възвишение в сравнително широка долина, а след това тече на северозапад и запад през Висленската низина в широка, плитка и силно заблатена долина. Влива се отдясно в река Висла, на 107 m н.в., при град Демблин (Люблинско войводство).
Водосборният басейн на Вепш обхваща площ от 10 415 km², което представлява 5,25% от водосборния басейн на Висла. Речната ѝ мрежа е двустранно развита. На север, изток, юг и югозапад водосборният басейн на Вепш граничи с водосборните басейни на Окшейка, Западен Буг, Сан, Сана и други по-малки реки, десни притоци на Висла.
Основни притоци:
- леви – Гелчевка (50 km, 359 km²), Бистрица (70 km, 1321 km²);
- десни – Тисменица (74 km, 2689 km²).[1]

Вепш има ясно изразено пролетно пълноводие, дължащо се на снеготопенето и обилните валежи през сезона и лятно маловодие с характерни епизодични прииждания в резултат от поройни дъждове във водосборния ѝ басейн. Среден годишен отток в долното течение около 40 m³/sec.

## Стопанско значение, селища
Голяма част от водите на реката се използват за битово и промишлено водоснабдяване. Долината ѝ е гъсто заселена, като най-големите селища са градовете: Краснистав, Ленчна, Любартов, Демблин.